# Julia Vanzype
Julia Adèle Vanzype-Frezin (Lessen, 1870 – Brussel, 1950) was een Belgisch beeldhouwer, kunstschilder en auteur.

## Leven en werk
Julia Frezin was een dochter van Louis Frezin (1830-1903), kunstschilder en directeur van de tekenschool in Lessen. Ze was een leerling van Jan Frans Portaels. In 1892 trouwde ze met Gustave Vanzype (1869-1955), hij was journalist en hoofdredacteur van L'Indépendance Belge, later voorzitter van de Koninklijke Academie van België (1928-1939).
Julia Vanzype maakte onder meer olieverfschilderijen, bustes en tinnen en bronzen vazen in art-nouveaustijl. Ze signeerde de vazen met 'J Vanzype'. De kunstenares behoorde met onder anderen Hélène Cornette, Henriëtte Calais, Adelaïde Lefebvre, Jenny Lorrain, Juliette Samuel-Blum en Yvonne Serruys tot de eerste generatie Belgische beeldhouwsters die vanaf eind 19e eeuw deelnamen aan de Belgische Salons. Ze exposeerde onder andere tijdens de wereldtentoonstelling van 1897 en die van 1910 in Brussel en de Salon van Antwerpen in 1898. Vanzype schreef diverse artikelen onder het pseudoniem Myriane. Vanaf 1924 publiceerde ze een aantal verhalen en een tiental romans. Ze werd onderscheiden in de Kroonorde van België.

## Enkele werken
Romans
- L'Intruse (1924)
- La Chaine sans fin (1925)
- L'Envoutée (1928)
- En silence (1933
- La Dime (1934)
- La Chimère ennemie (1936)
- La Flamme errante (1944)

- Bibliothèque nationale de France: cb13014828b (data)
- Digitale Bibliotheek voor de Nederlandse Letteren: frez001
- Réseau des bibliothèques de Suisse occidentale: 02-A011664217
- Virtual International Authority File: 757159234771903372668